# Clemens Fuhl
Clemens Fuhl OESA (Geburtsname: Vinzenz Fuhl; * 18. Juni 1874 in Aidhausen; † 31. März 1935 in La Paz) war ein deutscher Augustiner-Eremit.

## Leben
Vinzenz Fuhl war der Sohn eines Töpfermeisters und Bauern. Durch den frühen Tod seines Vaters im Alter von nur 40 Jahren geriet die Familie mit sechs Kindern in große Not. Dank des Einsatzes des Ortspfarrers Georg Weimer für den begabten Jungen erhielt Vinzenz Fuhl 1888 einen Freiplatz im Studienseminar (Gymnasium und Internat) der Augustiner in Münnerstadt. Dort lernte er Pater Pius Keller kennen. 1893 legte Fuhl in Münnerstadt das Abitur ab, danach trat er in das Noviziat der Augustiner ein. Am 18. September 1894 legte er die Ordensgelübde ab und nahm den Ordensnamen Clemens an.
Clemens Fuhl studierte Theologie in Würzburg und wurde am 1. August 1897 zum Priester geweiht. Ab 1902 wirkte er als Berater des Provinzials und Novizenmeister. 1905 wurde er Sekretär des Provinzials und 1908 Klerikermagister (Begleiter der Studenten seines Ordens). Danach war er Prior in Münnerstadt und Religionslehrer am dortigen Gymnasium. 1920 wählten ihn seine Mitbrüder zum Provinzial, 1924 und 1927 wurde er wiedergewählt. 1929 legte er das Amt des Provinzial nieder. Denn er war zum Kommissar der deutschen Augustiner in den USA bestellt worden, die aufgrund seiner Initiative seit 1922 dort tätig waren. In dieser Zeit gründete er auch die kanadische Ordensprovinz. 1931 wurde er zum Generalprior des Augustinerordens gewählt. Während einer Visitationsreise starb er in Bolivien an der Höhenkrankheit.
Clemens Fuhl wurde zunächst in der Gruft der Franziskaner in La Paz beigesetzt. 1953 wurden seine Gebeine in die Augustinerkirche (Würzburg) überführt.

## Seligsprechungsprozess
Bischof Josef Stangl eröffnete das Seligsprechungsverfahren 1962. Im Dezember 2013 wurde Clemens Fuhl der heroische Tugendgrad zuerkannt.